# Fred Hutchinson Cancer Research Center
Le Fred Hutchinson Cancer Center , anciennement connu sous le nom de Fred Hutchinson Cancer Research Center et également connu sous le nom de Fred Hutch ou The Hutch , est un institut de recherche en cancérologie créé en 1975 à Seattle, État de Washington aux États-Unis.

## Histoire
Le centre est né de la Pacific Northwest Research Foundation (PNRF), fondée en 1956 par le docteur William B. Hutchinson (1909–1997). La Fondation se consacrait à l'étude de la chirurgie cardiaque, du cancer et des maladies du système endocrinien. Le frère cadet de W.B. Hutchinson, Fred (1919-1964), était un célèbre lanceur et un entraîneur de la Major League Baseball décédé d'un cancer du poumon à 45 ans. L'année suivante, William Hutchinson a créé le Fred Hutchinson Cancer Research Center en tant que division de la PNRF. En 1972, la PNRF a reçu un financement fédéral en vertu du National Cancer Act de 1971 pour créer à Seattle l'un des 15 nouveaux centres de cancérologie menant des recherches fondamentales  prévues par cette loi. Le Fred Hutchinson Cancer Research Center est devenu indépendant en 1972 et son bâtiment a ouvert ses portes en 1975. Le centre a été nommé Comprehensive Cancer Center (centre de cancérologie menant des recherches à la fois en biologie fondamentale, en clinique et  en sciences humaines appliquées à la cancérologie) par le National Cancer Institute en 1976.
En 2001, le centre a été mis en cause pour des atteintes à l'éthique dans la conduite d'essais cliniques.
En 2022, le Fred Hutchinson Cancer Research Center et la Seattle Cancer Care Alliance (en) ont fusionné pour former le Fred Hutchinson Cancer Center , un centre unifié de recherche et de soins sur le cancer pour adultes qui est cliniquement intégré à la faculté de médecine de l'Université de Washington.

## Prix Nobel
Le centre a été honoré de trois lauréats du prix Nobel de physiologie ou médecine :
- E. Donnall Thomas , a reçu le prix en 1990 pour son travail dans la transplantation de moelle osseuse[5] ;
- Leland H. Hartwell , a reçu le prix en 2001 pour ses découvertes concernant les mécanismes qui contrôlent la division cellulaire[6] ;
- Linda B. Buck , a reçu le prix en 2004 pour ases travaux sur le système olfactif[7].

## Campus
Le campus principal de l'institut se compose de 13 bâtiments répartis sur 6,1 ha dans le quartier South Lake Union de Seattle.